# Classified

Classified est le quatrième album du quatuor britannico-australien Bond.
| Titre                           | USA | G-B/Taiwan | Japon | Amérique Latine |
| ------------------------------- | --- | ---------- | ----- | --------------- |
| Explosive                       | 1   | 1          | 1     | 1               |
| Scorchio                        | 2   | 2          | 2     | 5               |
| Midnight Garden                 | 3   | 3          | 3     | 3               |
| Fly Robin Fly                   | 4   |            |       | 4               |
| Lullaby                         | 5   | 4          | 4     | 6               |
| Samba                           |     | 5          | 5     | 2               |
| Hungarian                       | 6   | 6          | 6     | 7               |
| I'll Fly Away                   | 7   | 7          | 7     | 8               |
| Dream Star                      | 8   | 8          | 8     | 9               |
| Highly Strung                   | 9   | 9          | 9     | 10              |
| Adagio For Strings              | 10  | 10         | 10    | 11              |
| Señorita                        | 11  | 11         | 11    | 12              |
| Explosive (Orion & Ed Leal Mix) | 12  | 12         | 12    | 13              |
| Sugarplum                       |     |            | 13    |                 |
| Carmina                         |     |            | 14    |                 |
| Caravan                         |     |            | 15    |                 |